# Эгизбаев, Уланбек
Уланбек Эгизбаев (кирг. Уланбек Эгизбаев; 12 февраля 1990, село Кок-Жар, Кочкорский район, Киргизская ССР — 22 июля 2018, Чолпон-Ата, Кыргызстан) — журналист киргизского Радио «Азаттык», обладатель премии Webby Awards и награды Золотое перо.

## Биография
Родился 12 февраля 1990 года в селе Кок-Жар. В 2013 году окончил Факультет коммуникаций Кыргызско-Турецкого университета «Манас». На радио «Азаттык» работал с 2014 года. В 2015 году получил диплом магистра политологии в Бишкекском гуманитарном университете. В 2016 году Уланбек Эгизбаев лауреат приза зрительских симпатий премии Webby Awards за ролик «Мечта».
В 2016 году удостоен Почётной грамоты Кыргызской Республики.
В 2016 году награждён почётным знаком Межпарламентской ассамблеи СНГ «За заслуги в развитии печати и информации».

## Семья
Супруга — Сапаргуль. В октябре 2018, уже после гибели журналиста, Сапаргуль родила его сына.

## Смерть
Улан Эгизбаев умер в больнице города Чолпон-Ата 22 июля 2018, после несчастного случая во время купания в озере Иссык-Куль. Похоронен 24 июля 2018 года в родном селе Кок-Жар.
30 августа 2018 года посмертно награждён медалью «Эрдик».